# Armando Nannuzzi
Armando Nannuzzi (* 21. September 1925 in Rom; † 14. Mai 2001 in Ostia) war ein italienischer Kameramann.

## Leben
Nannuzzis Karriere beim Film begann 1942, als er seinen ersten Film in der Funktion des Kameraschwenkers begleitete, die er bis 1955 ausübte. Dabei arbeitete vor allem mit Arturo Gallea zusammen. Sein erster hauptverantwortlich fotografierter Film war Carlo Lizzanis Lo svitato. Er entwickelte sich zu einem der angesehensten Kameramänner des italienischen Filmes, der insbesondere für das Einsetzen von Licht- und Schatteneffekten bekannt wurde. Beispielhaft sei seine Kameraarbeit für Luchino Viscontis Ludwig II. und Die Verdammten genannt. Auch für europäische und Hollywood-Produktionen wurde Nannuzzi verpflichtet. Zeit seiner nahezu 100 Filme arbeitete er mit so unterschiedlichen Regisseuren wie z. B. Franco Zeffirelli, John Sturges, Mauro Bolognini (mit dem er von 1957 bis 1982 drehte), und Roger Corman. Bei den Dreharbeiten zu Stephen Kings Maximum Overdrive verlor er durch einen Unfall ein Auge.
1974 und 1976 drehte er als Regisseur zwei Filme mit prominenter Besetzung und nach Raimondo Del Balzo bzw. einem Roman von Ugo Moretti, die jedoch bald im damaligen Überangebot untergingen.

## Filmografie (Auswahl)

### Kamera
- 1955: Lo svitato
- 1956: Die Frau des Tages (La donna del giorno)
- 1957: Ehemänner in der Stadt (Mariti in città)
- 1957: Das Fenster zum Lunapark (La finestra sul Luna Park)
- 1958: Drei Ausländerinnen in Rom (Tre straniere a Roma)
- 1958: Freundinnen (Moglie pericolosi)
- 1958: Liebe hat kurze Beine (Giovani mariti)
- 1958: Verliebte haben's schwer (Tutti innamorati)
- 1959: Akte Sahara – streng vertraulich (Tunisi top secret)
- 1959: Wir von der Straße (La notte brava)
- 1960: Adua und ihre Gefährtinnen (Adua e le compagne)
- 1960: Bel Antonio (Il bell'Antonio)
- 1961: Der Brigant (Il brigante)
- 1961: Hörig (Senilità)
- 1962: Boccaccio 70 (Boccaccio '70)
- 1962: Das Mädchen aus Parma (La Parmigiana)
- 1963: Der Ehekandidat (La visita)
- 1964: Cocü (Il magnifico cornuto)
- 1964: Sandra (Die Triebhafte) (Vaghe stelle dell'Orsa)
- 1965: Ich habe sie gut gekannt (Io la conoscevo bene)
- 1965: Genosse Don Camillo (Il compagno Don Camillo)
- 1966: Feuertanz (Svegliati e uccidi)
- 1966: Die Gespielinnen (Le fate)
- 1966: Der Unverstandene (Incompreso (vita col figlio))
- 1967: Ehe in Rom (Il padre in famiglia)
- 1969: Ein heißer November (Un bellissimo Novembre)
- 1969: Der Schweinestall (Porcile)
- 1969: Die Verdammten (La caduta degli dei)
- 1970: Der schielende Heilige (Per grazie ricevuta)
- 1970: Waterloo (Waterloo)
- 1972: Pinocchio (Le avventure di Pinocchio) (Fernseh-Miniserie)
- 1973: Ludwig II. (Ludwig)
- 1973: Mein Name ist Nobody (Il mio nome è Nessuno)
- 1973: Der Nonnenspiegel (Storia di una monaca di clausura)
- 1973: Wilde Pferde (Valdez il mezzosangue)
- 1976: Jenseits von Gut und Böse (Al di là del bene e del male)
- 1977: Jesus von Nazareth (Jesus of Nazareth)
- 1977: Staatsraison (La Raison d'état)
- 1978: Ein Käfig voller Narren (La Cage aux folles)
- 1978: Die nackte Bourgeoisie (Ritratto di borghesia in nero)
- 1979: Der eingebildete Kranke (Il malato immaginario)
- 1979: Der Landvogt vom Greifensee
- 1980: Der Kuckuck (Le Coucou)
- 1980: Noch ein Käfig voller Narren (La Cage aux folles II)
- 1981: Die Haut (La pelle)
- 1982: Flucht nach Varennes (La Nuit de Varennes)
- 1982: Nana
- 1983: Sahara
- 1984: Der dicke König Dagobert (Le Bon roi Dagobert)
- 1985: Der Werwolf von Tarker Mills (Silver Bullet)
- 1986: Rhea M – Es begann ohne Warnung (Maximum Overdrive)
- 1987: Brille mit Goldrand (Gli occhiali d'oro)
- 1987: Control (Control)
- 1987: I Love N.Y. (I Love N.Y.)
- 1987: The Caller (The Caller)
- 1990: Roger Cormans Frankenstein (Frankenstein Unbound)
- 1993: Einmal dein Lachen hören (Dove siete? Io sono qui)
- 1993: Night Train to Venice (Train to Hell)
- 1998: Incontri proibiti

### Regie
- 1974: L'albero dalle foglie rosa
- 1976: Natale in casa d'appuntamento